# 牛皮塘农会旧址
牛皮塘农会旧址，位于中国广东省江门市恩平市东成迴龙里，为恩平市的一个市级文物保护单位，类型为近现代重要史迹及代表性建筑，公布时间为1983年。
牛皮塘农会旧址的历史年代为1926年。